# Konak (odmorište)
Konak je riječ turskog porijekla koja je izvorno značila; dom, dvor, prenočište, noćenje. Vremenom se uvriježila kao naziv za veću kuću. Za osmanske vladavine konak je bio naziv za službenu rezidenciju višeg osmanskog upravnog ili vojnog zapovjednika. 
Konak je i dio manastira, obično nezavisni objekt - zgrada s ćelijama (pandan dormitoriju u katoličkim samostanima), namijenjena prvenstveno noćenju i svakodnevnom boravku monaha.  
U zemljama pod osmanskom vlašću poput Bosne, Hercegovine, Srbije, Bugarske, Makedonije, ... konakom su se nazivale i druge stvari, poput dijela kuće u kom su boravili isključivo muški članovi porodice (kod muslimana). Konakom se zvalo i mjesto u sušnici, gdje su se sušile šljive, ali i jednodnevno putovanje, na svega dan hoda.
U Podravini, u kajkavskom dijelu nekadašnje Vojne krajine izraz konak označava stan, nastambu za povremeno boravište u polju tijekom poljoprivrednih radova.  